# Úlíkov
Úlíkov je místní část obce Němčice v okrese Domažlice v Plzeňském kraji. V roce 2011 zde trvale žilo osm obyvatel. Nachází se na východním svahu Úlíkovské hory, v nadmořské výšce 655 metrů, a je tak nejvýše položenou vesnicí. Severně od Úlíkova se nachází zřícenina hradu Netřeb.

## Historie
První písemná zmínka o vesnici pochází z roku 1654.

## Obyvatelstvo
| Rok            | 1869 | 1880 | 1890 | 1900 | 1910 | 1921 | 1930 | 1950 | 1961 | 1970 | 1980 | 1991 | 2001 | 2011 | 2021 |
| -------------- | ---- | ---- | ---- | ---- | ---- | ---- | ---- | ---- | ---- | ---- | ---- | ---- | ---- | ---- | ---- |
| Počet obyvatel | 85   | 71   | 62   | 55   | 68   | 63   | 51   | 31   | 35   | 23   | 19   | 10   | 8    | 8    | 11   |
| Počet domů     | 12   | 12   | 12   | 12   | 11   | 11   | 10   | 10   | 10   | 7    | 6    | 7    | 6    | 6    | 6    |

## Obecní správa
Při sčítání lidu v letech 1850–1959 Úlíkov byl osadou obce Oprechtice v okrese Domažlice. V letech 1960–1979 byl částí obce Úboč v okrese Domažlice. Od 1. července 1979 do 23. listopadu 1990 byl částí městyse Koloveč v okrese Domažlice. Od 24. listopadu 1990 je částí obce Němčice v okrese Domažlice.

## Další fotografie

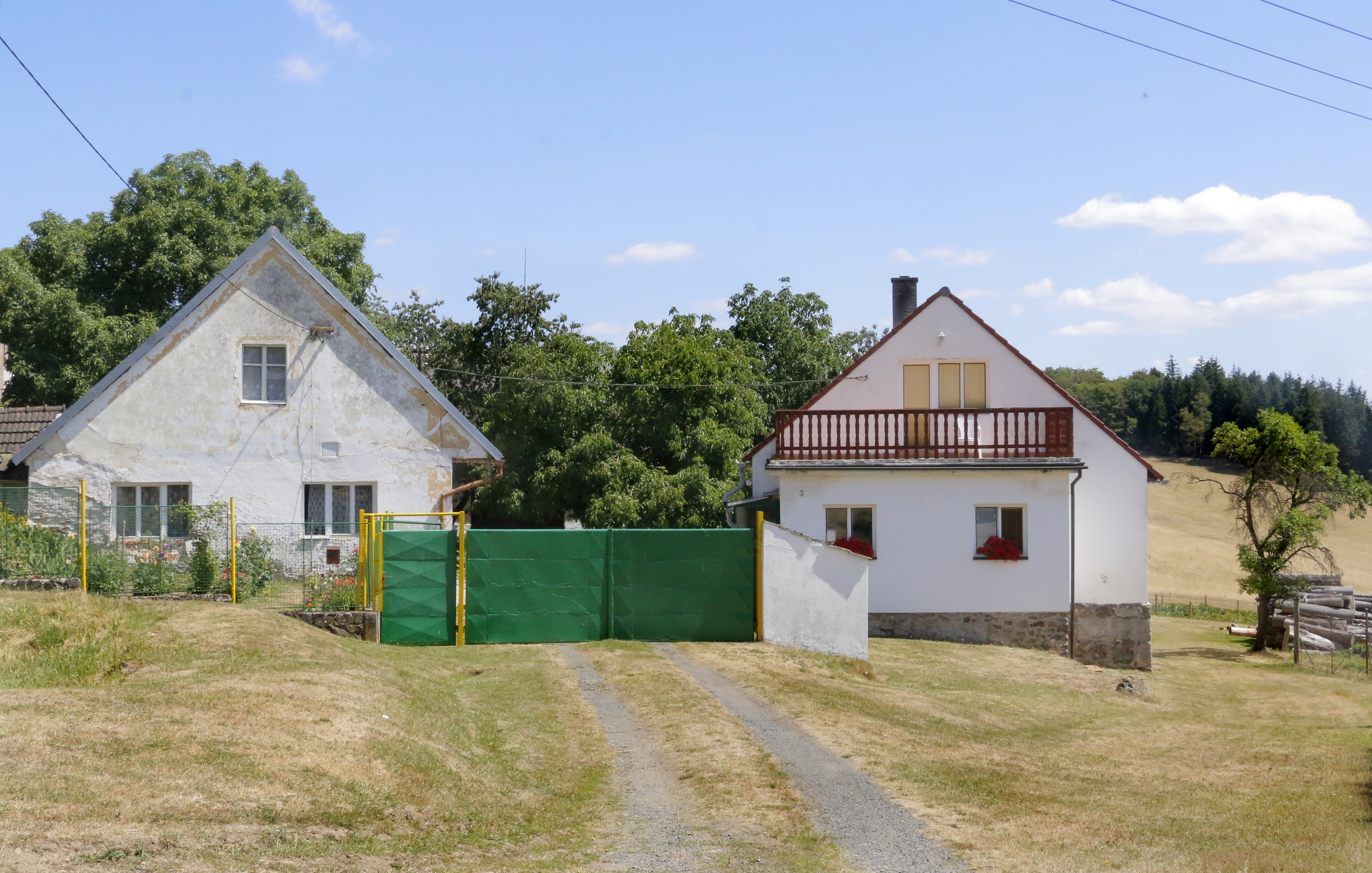
Bývalý statek
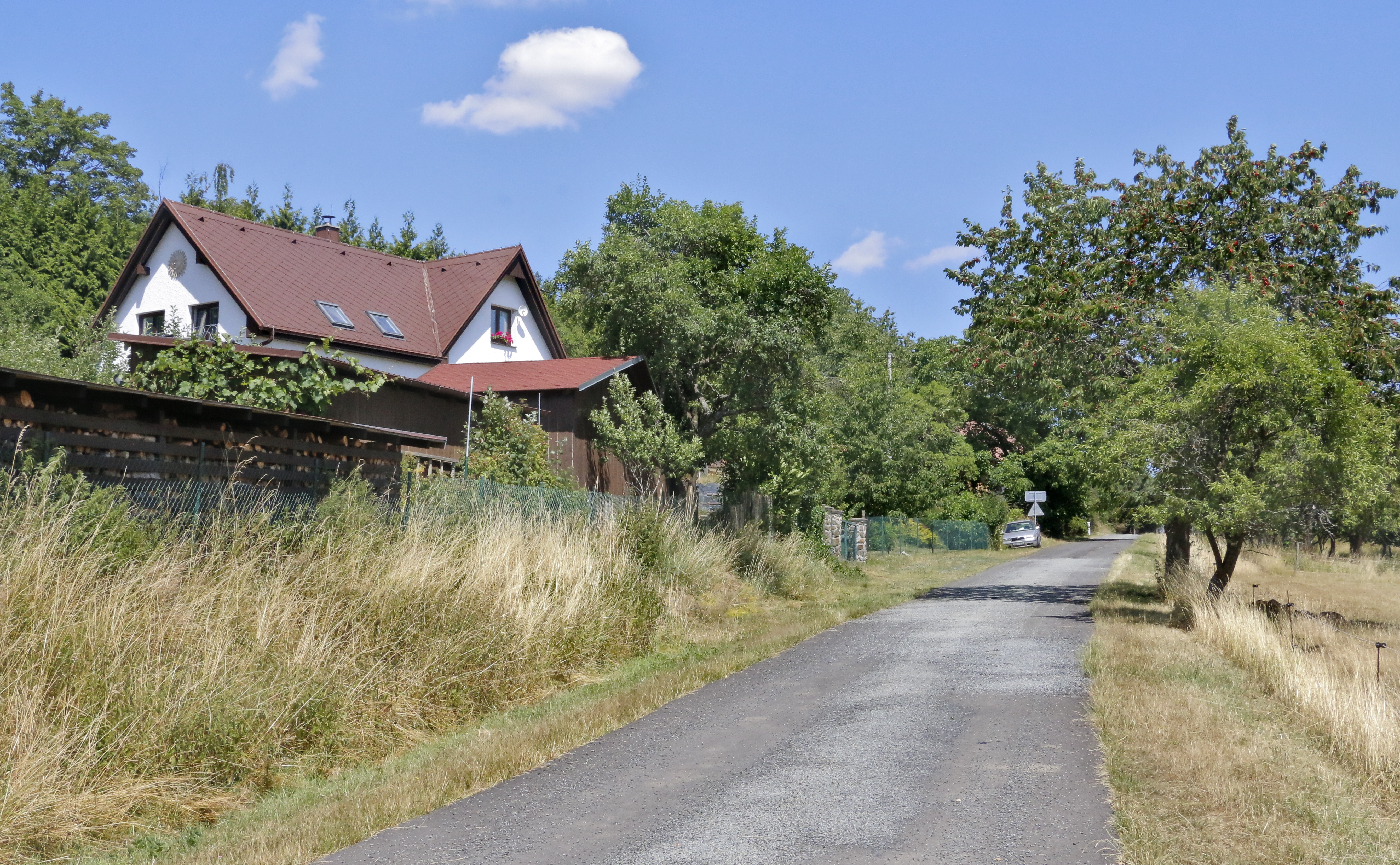
Jižní část vsi
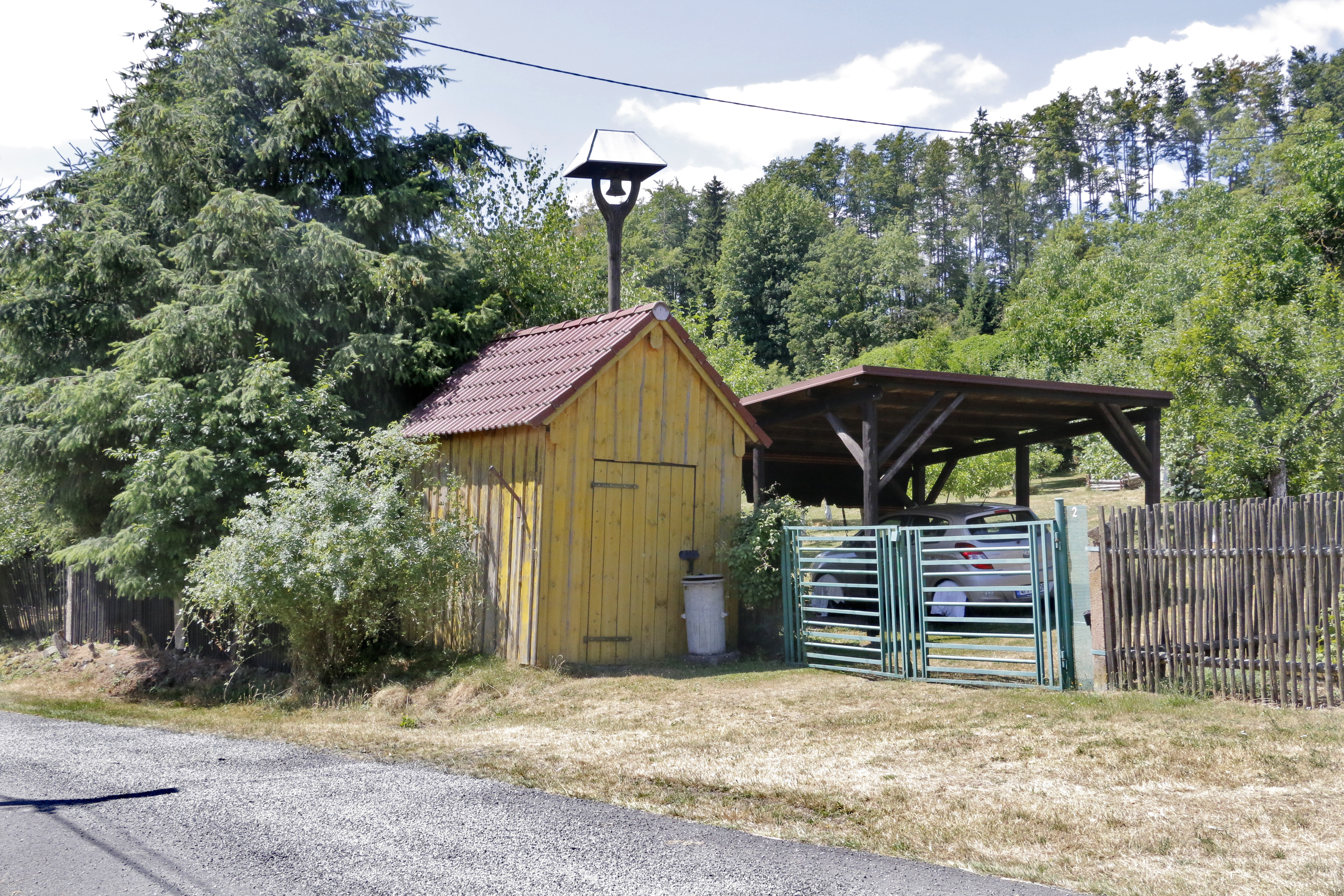
Zvonička
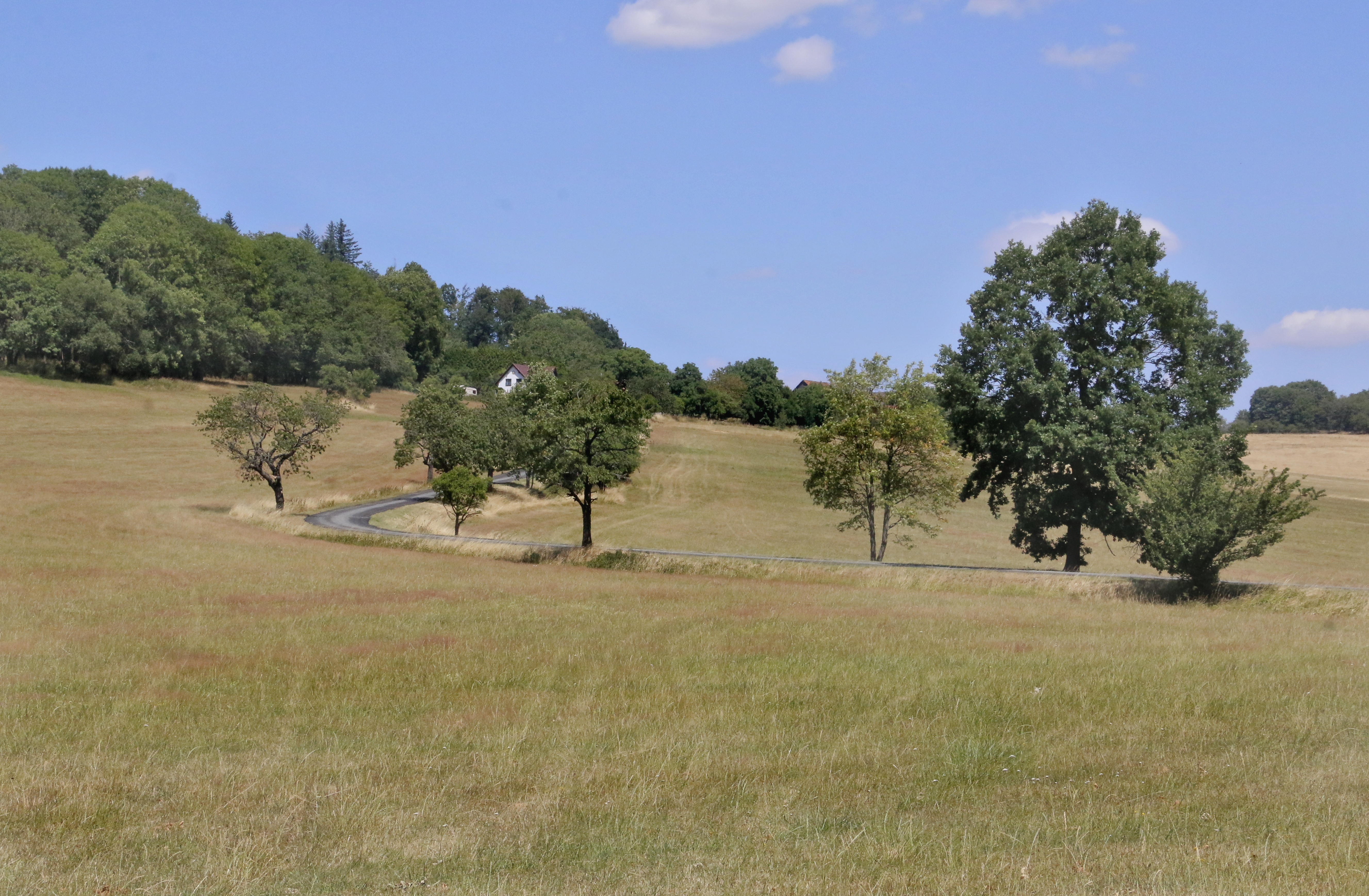
Cesta ke vsi